# 미셴

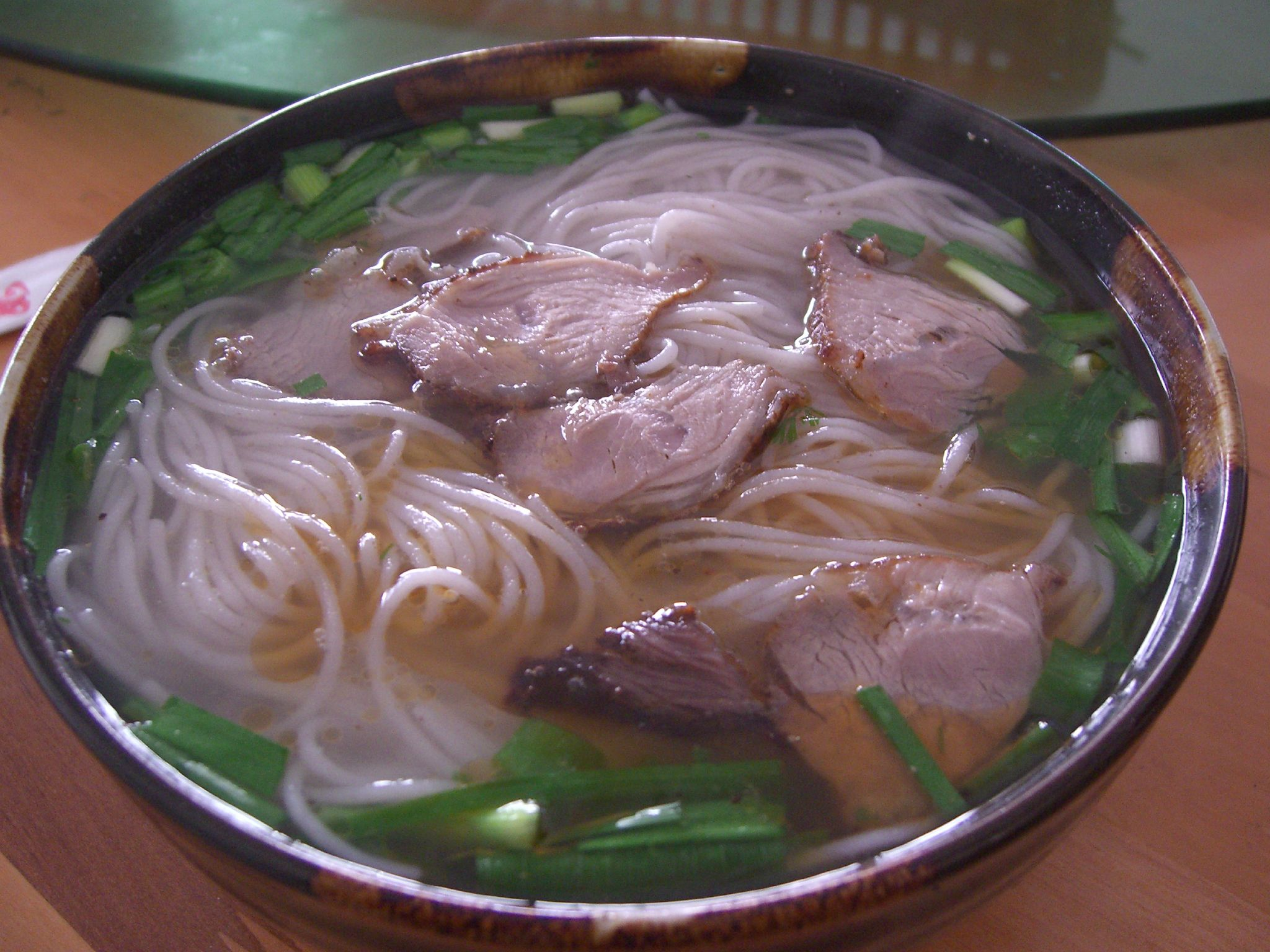
미셴

미셴(중국어 간체자: 米线, 정체자: 米線, 병음: mǐxiàn)은 쌀가루로 굵게 만든 중국의 쌀국수이다.

## 개요
미셴은 중국 남부 윈난성을 대표하는 전통 음식이다. 닭고기를 우려낸 둥글고 쫄깃쫄깃한 쌀국수를 데친 후 그 위에 채소나 다양한 고기 등의 여러 가지 고명을 올려 먹는다. 먹을 때는 기호에 따라 고추기름, 식초 등을 넣어서 먹기도 한다.
중국의 미셴은 종류가 다양하다. 자신이 원하는 고명을 올려 먹을 수 있는 것은 물론이고 국물 없이 닭고기와 견과류를 버무려 먹는 미셴, 생선 육수를 사용하여 생선과 함께 먹는 특식 미셴, 그리고 뚝배기에 열무김치와 다진 고기가 올라간 미셴 등이 있다. 중국에서 미셴의 최고의 맛을 볼 수 있는 지역은 쿤밍, 구이린, 구이양이다. 굉장히 값싸고 많은 곳에서 팔고 있어서 접근성이 쉽다.

## 같이 보기
- 쌀
- 윈난 요리
- 카놈 찐